# Polina Pekhova
Polina Pekhova, née le 21 mars 1992, est une joueuse de tennis biélorusse professionnelle.

## Palmarès

### Titre en double dames
| No | Date       | Nom et lieu du tournoi | Catégorie | Dotation  | Surface    | Partenaire  | Finalistes                    | Score         |          |
| -- | ---------- | ---------------------- | --------- | --------- | ---------- | ----------- | ----------------------------- | ------------- | -------- |
| 1  | 10-09-2012 | Tashkent Open Tachkent | Intern'l  | 220 000 $ | Dur (ext.) | Paula Kania | Anna Chakvetadze Vesna Dolonc | 6-2, 0-0, ab. | Parcours |

### Finale en double dames
Aucune

## Classements WTA en fin de saison

### En simple
| Année | 2010 | 2011 | 2012 | 2013 | 2014 |
| Rang  | 485  | 389  | 308  | 514  | 849  |

Source : (en) « Classements de Polina Pekhova », sur le site officiel du WTA Tour

### En double
| Année | 2010 | 2011 | 2012 | 2013 | 2014 | 2015 |
| Rang  | 512  | 222  | 146  | 236  | 698  | 1216 |

Source : (en) « Classements de Polina Pekhova », sur le site officiel du WTA Tour